# اقتصاد مولدوفا
مولدوفا بلد تابع للاتحاد السوفيتي السابق في أوروبا الشرقية. غير ساحلية، وتحدها أوكرانيا من الشرق ورومانيا إلى الغرب. على الرغم من التحسن في الاقتصاد إلا أن مولدوفا لا تزال أفقر دولة في أوروبا. نصيب الفرد من الدخل في نفس مستوى معظم دول العالم الثالث والدول النامية.
حلّت مولدوفا في المرتبة 60 في مؤشر الابتكار العالمي لعام 2023، وتراجعت للمركز 68 في مؤشر عام 2024.